# Werner Hueck
Werner M. Hueck (* 18. April 1882 in Lüdenscheid; † 1. Juli 1962 in München) war ein deutscher Pathologe. Er war unter anderem Lehrstuhlinhaber an der Universität München.

## Familie
Werner Hueck war Sohn des Fabrikanten Ernst Hueck und dessen Frau Clara Noelle. Er heiratete 1908 Else Anna Noelle. Aus der Ehe stammen ein Sohn und drei Töchter.

## Ausbildung und Beruf

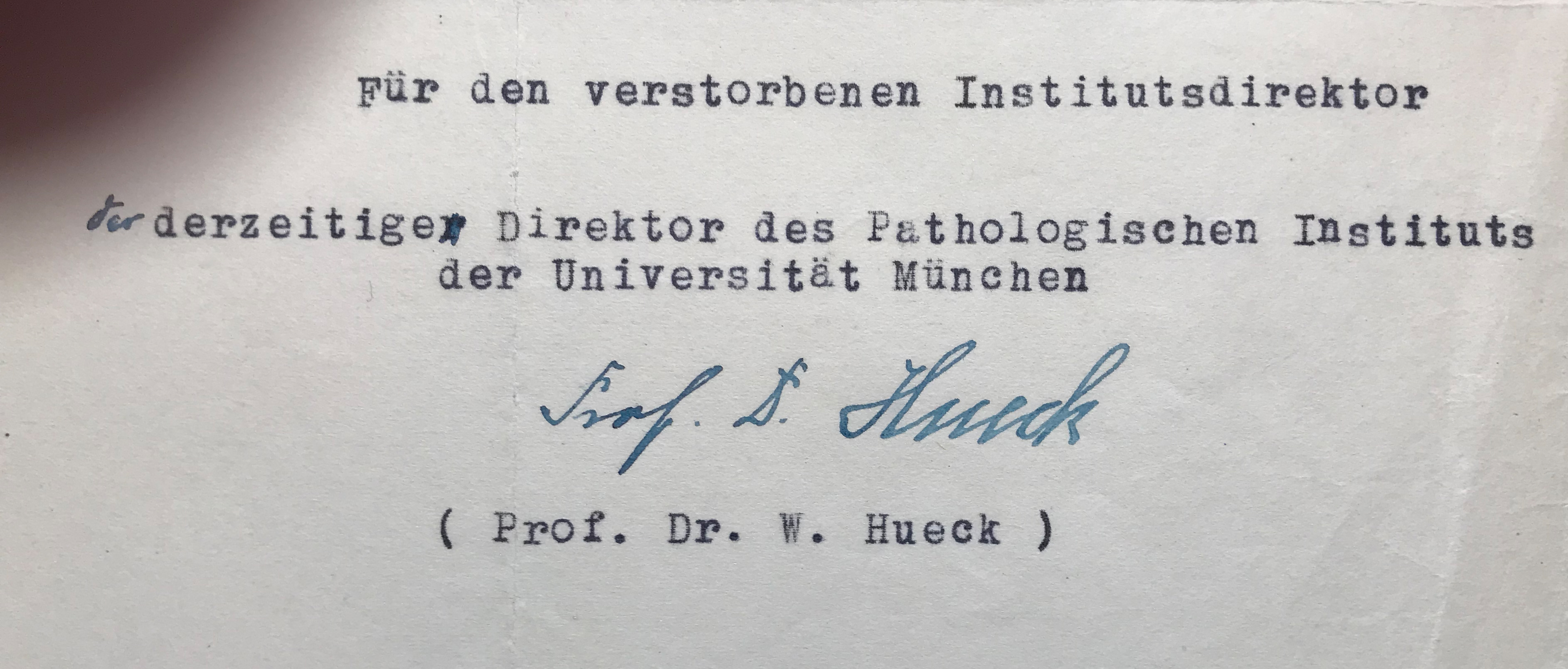
Unterschrift von Werner Hueck auf einem Dokument

Nach dem Besuch der Volksschule und des humanistischen Gymnasiums in Höxter und Ilfeld (Harz) studierte Hueck in Tübingen, München und Rostock Medizin, wurde 1905 in Rostock zum Doktor der Medizin promoviert und erhielt 1906 die ärztliche Approbation. Im Anschluss an eine physiologische und pharmakologische Ausbildung arbeitete er in München bei Siegfried Oberndorfer, Albert Dietrich (1873–1961) und Otto von Bollinger im pathologisch-anatomischen Fach, war ab 1908 Assistent am Institut für Pathologie bei Max Borst und habilitierte sich 1912 für Pathologie und pathologische Anatomie. 1913 arbeitete Hueck an der Zoologischen Station in Neapel. Ab 1916 war er außerordentlicher Professor in München und in den Jahren 1920 und 1921 Ordinarius an der Universität Rostock, von 1921 bis 1948 in der Nachfolge Felix Marchands Ordinarius in Leipzig. 1948 übernahm er als Ordinarius in der Nachfolge von Borst die Leitung des Pathologischen Instituts der Ludwig-Maximilians-Universität München, dem er bis 1956 vorstand. Im Jahr 1925 wurde er zum Mitglied der Leopoldina und der Sächsischen Akademie der Wissenschaften gewählt, 1949 wurde er ordentliches Mitglied der Bayerischen Akademie der Wissenschaften.

## Leistung
Hueck führte grundlegende Arbeiten über den Eisenstoffwechsel, Pigmente und den Cholesterinmetabolismus durch. Seine Pigmentanalysen gelten als Basisarbeit der modernen Histochemie, und die Cholesterinforschung ermöglichte wesentliche Einsicht in die Pathologie der Arteriosklerose. Internationalen Ruf erwarb sich Hueck durch seine Arbeiten über das Mesenchym (z. B. normale und pathologische Histologie der Milz) und granulomatöse Geschwulstbildung (z. B. Basaliome). Degenerative und rheumatische Mesenchymveränderungen im Alter bildeten einen weiteren Forschungsschwerpunkt. Als Zusammenfassung seines pathologisch-morphologischen Konzepts ist das Lehrbuch Morphologische Pathologie zu betrachten. Im Unterschied zur analytischen klassischen Pathologie Rudolf Virchows vertrat Hueck ein an den morphologischen Vorstellungen Goethes orientiertes „idealisiertes“ pathologisches Konzept, das dennoch mit den Forderungen von Klinik und Praxis in Einklang stehen sollte.

## Veröffentlichungen (Auswahl)
- Beiträge zur Frage über die Aufnahme und Ausscheidung des Eisens im tierischen Organismus. Medizinische Dissertation, Rostock 1905.
- Pigmentstudien. Medizinische Habilitationsschrift, München 1912.
- Anatomisches zur Frage nach Wesen und Ursache der Arteriosklerose. In: Münchner Medizinische Wochenschrift. Band 67, 1920, S. 535–538, 573, 576 und 606–609.
- Ueber das Mesenchym. In: Beiträge zur Pathologie und Anatomie. Band 66, 1920, S. 330–376.
- Die pathologische Pigmentierung. In: Krehl/Marchand (Hrsg.): Handbuch der allgemeinen Pathologie. Band 2/2. Leipzig 1921, S. 298–481.
- Morphologische Pathologie. Eine Darstellung morphologischer Grundlagen der allgemeinen und speziellen Pathologie. Leipzig 1937; 2. Auflage ebenda 1948.
- Das morphologische Bedürfnis des Arztes. In: Münchener Medizinische Wochenschrift. Band 95, Nr. 1, 2. Januar 1953, S. 23–25.